# Olešnice (district de České Budějovice)
Pour les articles homonymes, voir Olešnice.
Olešnice (en allemand : Elexnitz) est une commune du district de České Budějovice, dans la région de Bohême-du-Sud, en République tchèque. Sa population s'élevait à 888 habitants en 2023.

## Géographie
Olešnice se trouve à 8 km au nord-ouest de Borovany, à 23 km au sud-est de České Budějovice et à 139 km au sud-sud-est de Prague.
La commune est limitée par Borovany au nord, par Petříkov au nord-est et à l'est, par Nové Hrady au sud-est, par Žár au sud, et par Trhové Sviny à l'ouest.

## Histoire
La première mention écrite du village date de 1186.

## Administration
La commune se compose de trois sections :
- Buková
- Lhotka
- Olešnice

## Galerie

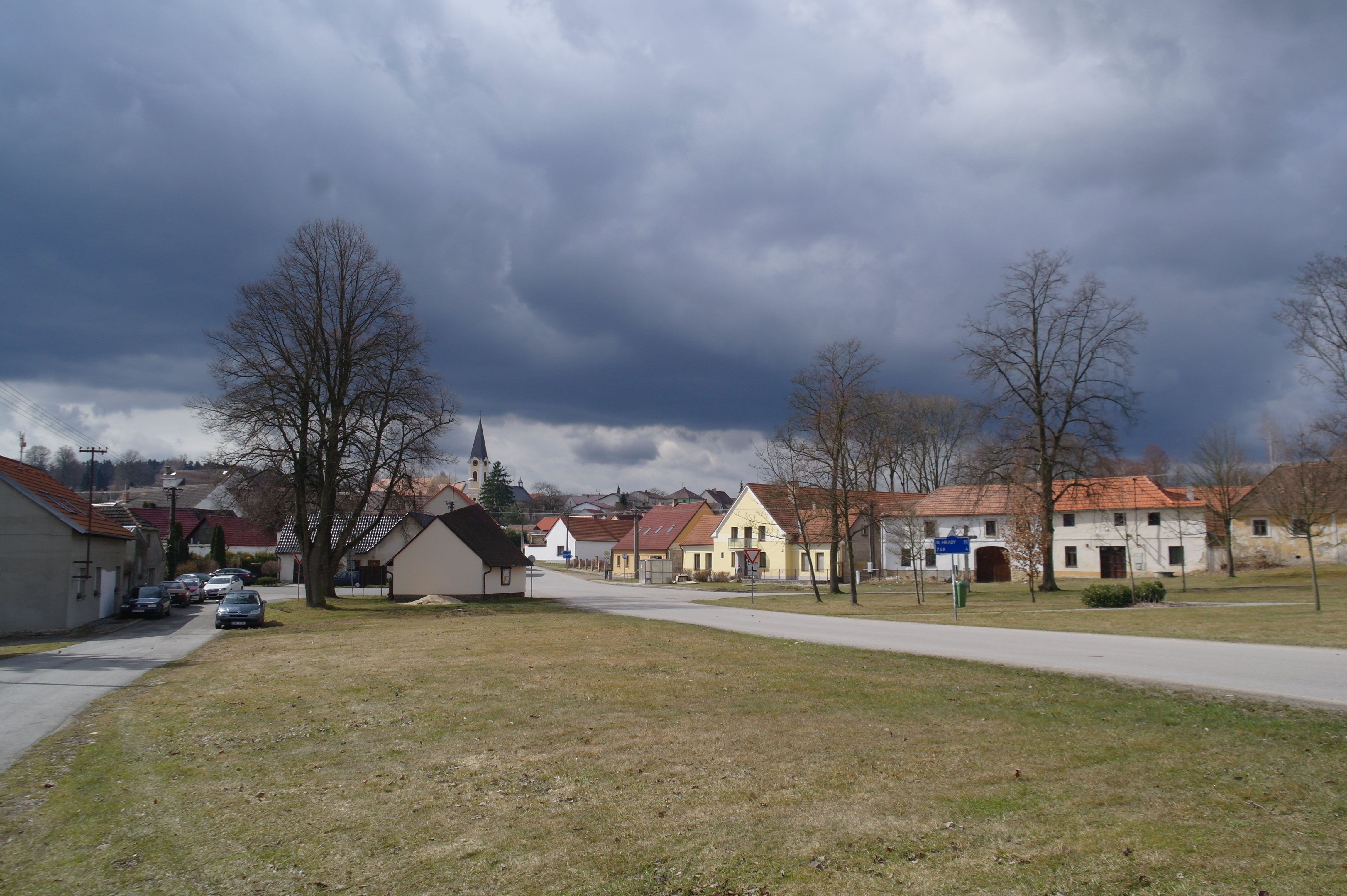
Centre d'Olešnice.
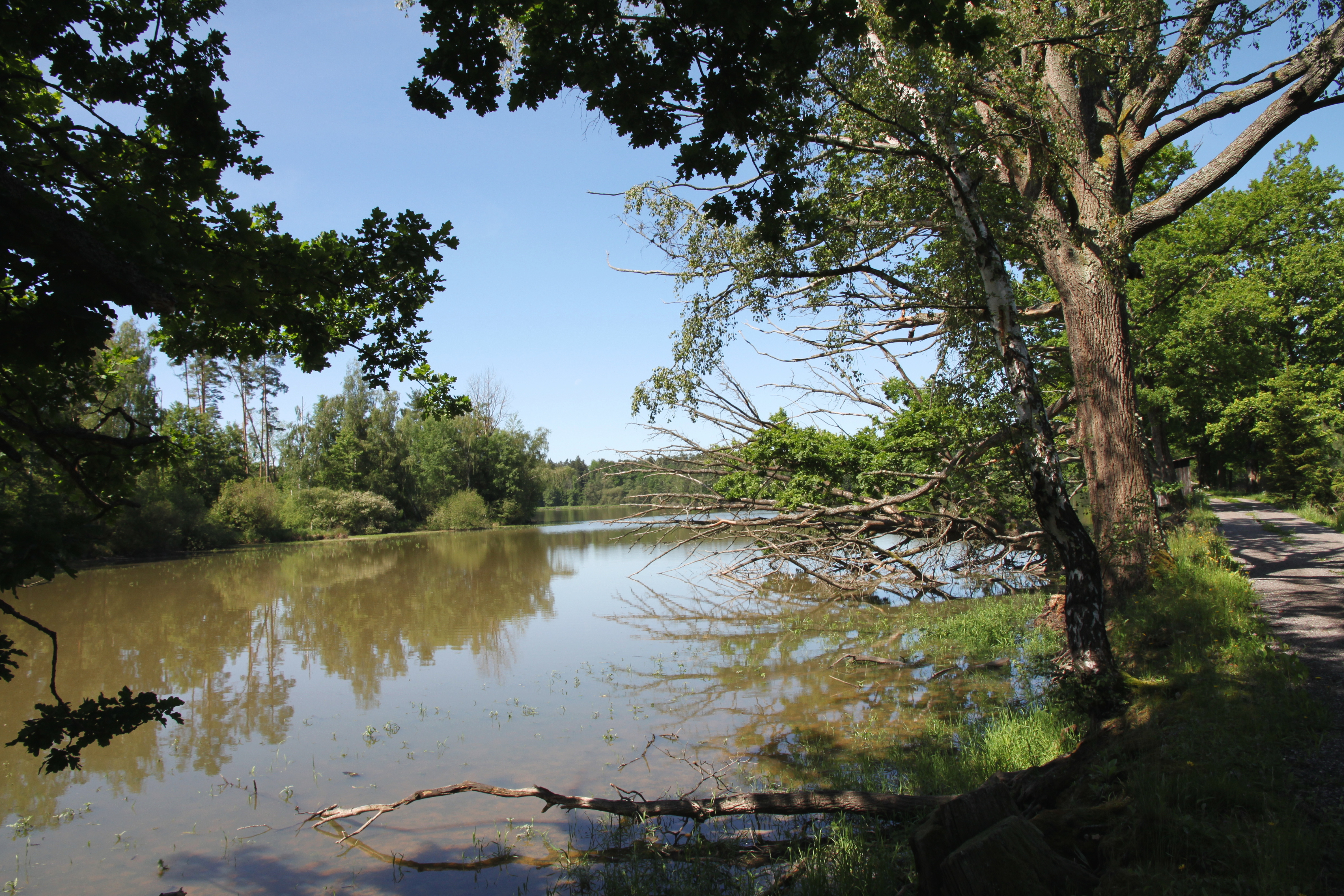
Étang de Smutný.

## Transports
Par la route, Olešnice se trouve à 5,5 km au centre de Trhové Sviny, à 26 km de České Budějovice et à 158 km de Prague.